# Računsko sodišče Republike Slovenije
Računsko sodišče Republike Slovenije je najvišji organ kontrole državnih računov, državnega proračuna in celotne javne porabe v Republiki Sloveniji. Ustava Republike Slovenije  določa, da je računsko sodišče pri svojem delu neodvisno in vezano na ustavo in zakon. Zakon o računskem sodišču pa dodaja, da aktov, s katerimi izvršuje svojo revizijsko pristojnost, ni dopustno izpodbijati pred sodišči niti pred drugimi državnimi organi.

## Položaj računskega sodišča
Računskega sodišča ni mogoče uvrstiti v nobeno od treh vej oblasti, ne v zakonodajno, ne v izvršilno in tudi ne v sodno. Status samostojnosti in neodvisnosti mu zagotavljata ustava in zakon, in sicer z več vidikov:
- Računsko sodišče izvaja svoje pristojnosti povsem samostojno. Samo sprejema program dela in noben organ, institucija ali drugi subjekti mu ne morejo nalagati dela ali mu dajati navodil za njegovo izvajanje, niti kakšno revizijo naj izvede, niti kaj naj revidira. V skladu z zakonom o računskem sodišču pa lahko poslanci in delovna telesa državnega zbora, vlada, ministrstva in organi lokalne skupnosti predlagajo, da opravi revizijo; med temi predlogi računsko sodišče izbere za letni program dela najmanj pet predlogov iz državnega zbora, od tega najmanj dva predloga opozicijskih poslancev in najmanj dva predloga delovnih teles državnega zbora. Hkrati lahko računsko sodišče po lastni presoji upošteva pobude posameznikov – sem spadajo tudi članki in prispevki v medijih, in civilnodružbenih subjektov.
- Računsko sodišče za kritje stroškov svojega delovanja samo predlaga finančni načrt državnemu zboru, ki mu odobri potrebna sredstva za delo. Je samostojni proračunski uporabnik, ki so mu zagotovljena sredstva v posebnem delu proračuna, porabljati pa jih mora v skladu z določili zakona o izvrševanju proračuna.

V zvezi z delovanjem računskega sodišča so v zakonu tudi naslednje določbe:
- z zakonom so določeni načini dela in postopki revidiranja;
- predvideni so pravni instrumenti za ugotavljanje in uveljavljanje odgovornosti ter razrešitve funkcionarjev – članov in vrhovnih državnih revizorjev ter revizorjev;
- za izvajanje nalog je računsko sodišče odgovorno državnemu zboru in javnosti, zato sta njegova pravica in dolžnost poročati o revizijskih razkritjih;
- računovodske izkaze o poslovanju računskega sodišča revidira revizor, ki ga določi državni zbor.

## Revizijske pristojnosti računskega sodišča
Računsko sodišče lahko revidira pravilnost in smotrnost poslovanja, revidira pa lahko akt o poslovanju v preteklem letu kakor tudi akt o načrtovanem poslovanju uporabnika javnih sredstev. Uporabnik javnih sredstev po zakonu o računskem sodišču je:
- pravna oseba javnega prava ali njene enote;
- pravna oseba zasebnega prava, če
  - je prejela pomoč iz proračuna Evropske unije, državnega proračuna ali proračuna lokalne skupnosti;
  - je koncesionar;
  - je gospodarska družba, banka ali zavarovalnica, v kateri imata država in lokalna skupnost večinski delež;
- fizična oseba, če zanjo velja,
  - da je prejela pomoč iz proračuna Evropske unije, državnega proračuna ali proračuna lokalne skupnosti ali
  - da izvaja javno službo ali zagotavlja javne dobrine na podlagi koncesije.

## Organizacija računskega sodišča
Računsko sodišče Republike Slovenije ima tri člane: predsednika in dva namestnika, ki jih na predlog  predsednika države imenuje državni zbor s tajnim glasovanjem z večino glasov vseh poslancev za dobo devetih let. Predsednik in oba namestnika predsednika tvorijo senat računskega sodišča. Član je lahko predčasno razrešen le v primerih, določenih v Zakonu o računskem sodišču. S tem zakonom je predpisan tudi postopek njihovega imenovanja in razrešitve, pa tudi posebni pogoji, ki jih morajo izpolnjevati zaradi strokovnega in nepristranskega izvajanja nalog. Funkcija člana računskega sodišča je nezdružljiva s funkcijami ali kakršno koli drugačno vključenostjo v delo drugih državnih organov in organov lokalnih skupnosti, s funkcijami v organih političnih strank in sindikatov, z izvajanjem kakršnih koli javnih pooblastil, s članstvom v organih upravljanja in nadzora gospodarskih služb, gospodarskih javnih služb, skladov, zavodov in zadrug in z opravljanjem katerega koli poklica ali pridobitne dejavnosti, ki po zakonu ni združljivo z opravljanjem javne funkcije.
Računsko sodišče ima poleg članov še največ šest vrhovnih državnih revizorjev, ki vodijo revizijske oddelke, in sekretarja računskega sodišča, ki vodi podporni oddelek. Vsi imajo status funkcionarja, imenuje pa jih predsednik računskega sodišča za dobo devetih let. Člani, vrhovni državni revizorji in sekretar računskega sodišča lahko za iste funkcije kandidirajo večkrat brez omejitve. Računsko sodišče zastopa, predstavlja in vodi predsednik računskega sodišča, ki ima hkrati tudi funkcijo generalnega državnega revizorja.

### Trenutna
Člani računskega sodišča
- predsednica: Jana Ahčin
- prva namestnica predsednice: Maja Bilbija
- drugi namestnik predsednice: Aleksej Šinigoj

Vrhovni državni revizorji
Helena Jenko, Simona Majer, Nataša Musar Mišeljić, Jerneja Vrabič in Nataša Karlić Kovačič.

## Strategija računskega sodišča
Strategija Računskega sodišča Republike Slovenije od leta 2025 do leta 2028 zajema vse ključne strateške prioritete in cilje, ki bodo vplivali na delo računskega sodišča v prihodnjem obdobju. Z revizijami želijo doseči največje možne učinke pri poslovanju uporabnikov javnih sredstev in učinkovitem upravljanju javnega premoženja, opozarjati na zaznana prihodnja tveganja, zagotavljati vzdržnost javnih financ in spodbujati uporabnike javnih sredstev ter državljane k trajnostno naravnanemu ravnanju..